# Maria Renata Saenger von Mossau
Maria Renata Saenger von Mossau, född 1680, död i juni 1749, var en tysk nunna som avrättades för kätteri, häxeri och satanism, en av de sista som avrättades för dessa brott i Tyskland och Europa. Hennes fall tillhör de mer berömda häxprocesserna i Europa.  
Renata blev 1699 nunna i klostret Unter-Zell i Bayern, där hon gjorde sig känd för sin fromhet och 1740 utnämndes till vice priorinna. År 1746 drabbades en av nunnorna, Cecilia, av konvulsioner och sade sig vara besatt av demoner och poltergeister. Detta spred sig och flera nunnor fick anfall. En av dem dog och angav Renata som satanist och magiker. Kyrkan utförde då exorcism i klostret, under vilken nunnorna rullade omkring på golven och "fräste som galna katter". vid en undersökning i Renatas cell fann man gifter, salvor och underliga klädnader. Renata bekände för en benediktinsk biktfader att hon var satanist och häxa; 1687 hade hon försvurit sig till Satan, 1692 lärt sig ockult lag, gifter och trollkonst, 1694 hade hon döpts till Maria i en svart mässa och 1699 blivit nunna för att "så split mellan Kristi brudar". Hon sade sig vara en god kemist och föredrog de gifter som utvecklats av Giulia Tofana i Neapel. Hon sade sig ångra det, men kyrkan dömde henne ändå för magi och kätteri och överlämnade henne till de sekulära myndigheterna, för att de skulle ta ansvar för henne avrättning. Hon blev halshuggen och bränd i juni 1749.         